# La confessione di fratello Haluin
La confessione di fratello Haluin  (titolo orig. The Confession of Brother Haluin) è un giallo storico di ambientazione medievale scritto dall'autrice britannica Ellis Peters. Si tratta del quindicesimo romanzo delle Cronache di Fratello Cadfael, un monaco benedettino investigatore, pubblicato nel 1988.

## Trama
Il romanzo ha inizio nel dicembre 1142, nell'Abbazia dei Santi Pietro e Paolo, a Shrewsbury. L'inverno è già arrivato: il gelo ha sommerso tutta la contea e la neve, scesa abbondante, ha danneggiato il tetto della foresteria. Per riparare al danno, si è deciso di intervenire tempestivamente, facendo cadere la neve dal tetto e sostituendo poi la copertura in ardesia, dove necessario. Purtroppo, nel corso della lenta riparazione, capita un incidente. Fratello Haluin cade dal tetto assieme a parte della copertura.
Subito, vengono chiamati sia fratello Edmund, l'infermiere, sia fratello Cadfael. Il quale, essendo erborista, ha conoscenze e preparati che potrebbero essere d'aiuto. Nonostante le cure mediche immediate, si teme il peggio e quando Haluin si sveglia e chiede di confessarsi, l'abate giunge prontamente. Quando Cadfael sta per allontanarsi, in modo da non udire la confessione, Haluin lo trattiene dicendogli che anche lui deve ascoltarla, poiché egli ha peccato anche nei suoi confronti. 
La confessione riguarda una penosa vicenda. Haluin racconta di essere figlio di un signore che era vassallo di Bertrand de Clary e che, prima di prendere i voti, avrebbe dovuto ereditare castello e posizione. Era stato mandato a lavorare per quattro anni presso il castello dei de Clary e lì si era innamorato della figlia del suo signore, Bertrade, di un anno più giovane di lui. La madre di lei però non voleva acconsentire alle loro nozze, nonostante egli potesse assicurarle ricchezza e posizione. Haluin era stato scacciato in malo modo e aveva immediatamente deciso di prendere i voti, nonostante non sentisse alcuna vocazione. Egli era diventato poi novizio sotto la tutela di fratello Cadfael all'erbario. Di lì a poco, Adelais, la madre di Bertrade, era giunta all'abbazia avvertendolo che la figlia era rimasta incinta e che, per evitare lo scandalo, sarebbe stato preferibile un aborto. Egli aveva così acconsentito a dare ad Adelais de Clary un preparato di fratello Cadfael che, in forti dosi, avrebbe potuto causare l'interruzione di gravidanza. Haluin aveva infine scoperto che con quel preparato erano morti entrambi, Bertrade e il bambino. 
Dopo la confessione, tutti si aspettano che Haluin possa morire in pace, ma così non è. Faticosamente, giorno dopo giorno, settimana dopo settimana, il paziente si riprende. Quando Haluin sa di essere fuori pericolo decide quindi di fare un voto secondo cui, appena potrà sopportare il viaggio, andrà a piedi fino alla tomba della sua amata e lì veglierà una notte, chiedendo inoltre perdono ad Adelais de Clary. Cadfael sa che il confratello non potrà più camminare come prima perché i piedi sono stati irrevocabilmente deformati dall'incidente, ma è convinto che con stampelle e calzature adeguate potrà nuovamente muoversi ed effettuare il pellegrinaggio. Così, ancora convalescente, inizia ad allenarsi all'uso delle scarpe e delle stampelle. 
Finalmente, ai primi di marzo, col benestare dell'abate, Haluin parte per il viaggio d'espiazione dei passati errori. Ma egli non è solo. Dato che non ha ancora ripreso totalmente le forze, l'abate ha chiesto a fratello Cadfael di andare con lui. Dopo tre giorni di cammino arrivano a quella che dovrebbe essere la loro meta, il castello di Hales. Ma sebbene lì riescano a chiedere udienza ad Adelais e lei conceda il perdono a Haluin, la tomba di Bertrade non si trova lì. Partono dunque per lo Staffordshire dove si trovano i maggiori possedimenti dei de Clary. Pensano infatti che la tomba possa essere nel castello di Elford (nei pressi di Lichfield), ora nelle mani del figlio di Adelais, Audemar. 
Quando giungono a Elford, Cadfael inizia a comprendere che Adelais ha qualche segreto da nascondere e si accorge che lui e Haluin sono guardati a vista dagli uomini fedeli alla donna, ma il suo confratello è sereno e dopo aver vegliato per una notte su quella che viene indicata come la tomba di Bertrade, i due monaci si rimettono sulla via del ritorno. Ed è nel corso di quel viaggio che si imbattono nell'omicidio di una donna mentre sono ospiti di un vassallo dei de Clary a Vivers.
Alla fine tutta la verità sull'assassinio e sugli avvenimenti di diciotto anni prima viene rivelata. Fratello Haluin trova più dell'assoluzione e due giovani separati da lontane bugie possono finalmente sposarsi. 

## Edizioni italiane
- La confessione di fratello Haluin, traduzione di Elsa Pelitti, Collana La Gaja Scienza n° 578, Milano, Longanesi, marzo 1999,  p. 181, ISBN 88-304-1528-6.[3]
- La confessione di fratello Haluin, traduzione di E. Pelitti, copertina di Paolo Barbieri, Collana Teadue, Milano, TEA, 2001,  p. 181, ISBN 88-502-0024-2. - Milano, Mondolibri, 1999.
- La confessione di fratello Haluin, in Le cronache di Fratello Cadfael. Volume quinto, Collana I grandissimi, Milano, TEA, 2024, ISBN 978-88-502-6844-3.